# Audímetro (televisión)
Un audímetro  es un aparato que se conecta a algunos televisores y mide la audiencia de manera permanente y automática; sus datos se utilizan para generar datos estadísticos. El nombre proviene de audire (oír en latín) y metro (medidor).
El aparato no puede ser adquirido, ni tampoco puede una persona ofrecerse voluntariamente para el estudio de la misma. La empresa encargada realiza los estudios correspondientes y lo ofrece a un grupo estadísticamente significativo de personas.  
Actualmente, a través de audímetros instalados en los televisores de los hogares participantes de los  Estudios de Audiencias, se realiza el registro continuo de audiencia minuto a minuto, por cada persona frente al televisor. Esto último, gracias al catastro previo de individuos realizado en el hogar participante y un código que se debe seleccionar con el control remoto mientras se mira televisión. Los actuales meter permiten que la transmisión de los datos sea en tiempo real, recogiendo “qué” y “quién” está viendo la televisión dentro del panel.

## Historia
El audímetro fue inventado en 1936 por Robert F. Elder y Louis Woodruff, ambos profesores del Instituto de Tecnología de Massachusetts, en Estados Unidos. En un primer momento, la función de este aparato era realizar mediciones del número de aparatos de radio encendidos y registrar la emisora que sintonizaban. Estaba conectado al dial de la radio y grababa en un rollo de papel los datos obtenidos.
La primera empresa en dedicarse a este sistema de medición fue The Nielsen Company, en los años cuarenta. Técnicos de la empresa recogían diariamente los rollos de papel para estudiarlos y los reemplazaban por unos nuevos. Más adelante se sustituyeron los rollos de papel por películas de 16 mm, lo que simplificaba la tarea de reponerlas y reducía el gasto económico de manera considerable. Además, los mismos usuarios del audímetro podían reponerlas.
A partir de los años cincuenta el audímetro se consolidó como medidor de audiencias en la televisión. Desde entonces se ha dedicado casi en exclusiva a ella, ganando en precisión. La empresa Nielsen llegó a desarrollar cerca de 200 modelos, de los cuales sólo 24 resultaron finalmente operativos.
Dado que todos estos necesitaban gran colaboración por parte del usuario, ya en 1957 Nielsen buscó ideas para disminuir esto, con un audímetro con forma de cojín que se activaba cada vez que alguien se sentaba encima. Los problemas de este modelo enseguida se hicieron patentes, ya que muchas veces en las que la gente utilizaba el cojín no estaba viendo la televisión. En Francia se han utilizado audímetros fotoeléctricos que detectan cualquier movimiento en la habitación, incluso si el individuo está o no mirando al aparato de televisión. Modelos parecidos al anterior fueron desarrollados nuevamente por Nielsen, incorporando infrarrojos y videocámaras en lugar de células fotoeléctricas, lo cual condujo a numerosas protestas por la consiguiente falta de intimidad, siendo retirados los modelos.

## Capacidades actuales
Los audímetros originales para televisión tan solo eran capaces de medir el número de hogares que se conectaban a un canal de televisión, lo cual ha sido superado con el «audímetro individual», capaz de contar el número de espectadores. Este modelo posee un mando a distancia en el que cada miembro de la familia tiene asignado un número, el cual pulsa cuando va a ver la televisión, de manera que el audímetro conoce en cada momento los miembros de la familia que están ante el televisor. Los botones sobrantes del mando pueden ser utilizados por visitas que no tengan asignado ningún otro.
Más allá del audímetro individual hay otros modelos prototípicos que no llegaron a estandarizarse debido a su complejidad. Un audímetro probado sólo en territorio suizo formulaba preguntas al espectador mientras este veía la televisión. Un modelo estadounidense incluía un lector de códigos de barras para conocer los productos que los individuos compraban a lo largo del día.
El audímetro actual ha evolucionado tanto que permite almacenar gran cantidad de datos en un pequeño disco duro, por lo que los cortes de electricidad no afectan a la recolección de datos, que suele ser diaria y se realiza al final de la jornada de forma automática y a través de la línea telefónica. Estos datos incluyen el cambio de canales, los tiempos de conexión, los individuos identificados con sus características personales como sexo y edad, o la utilización de vídeo y otros periféricos.

## Número de audímetros en España
La siguiente tabla muestra el panel de audímetros de Kantar Media (medidora de audiencias de tv en España).
| Ámbito             | Audímetros | Población |
| ------------------ | ---------- | --------- |
| Andalucía          | 660        | 8 343 925 |
| Cataluña           | 660        | 7 617 250 |
| C. Madrid          | 550        | 6 738 897 |
| C. Valenciana      | 430        | 5 034 279 |
| Galicia            | 430        | 2 632 690 |
| Canarias           | 430        | 2 262 303 |
| Euskadi            | 430        | 2 130 973 |
| Castilla-La Mancha | 430        | 2 005 467 |
| Aragón             | 350        | 1 286 420 |
| Castilla y León    | 300        | 2 309 716 |
| Resto              | 250        | 1 900 926 |
| Murcia             | 250        | 1 503 111 |
| Baleares           | 250        | 1 233 182 |
| Asturias           | 250        | 978 753   |
| Navarra            | 250        | 650 125   |